# Kopalnia Węgla Brunatnego „Adamów”
PAK Kopalnia Węgla Brunatnego Adamów S.A. (do 24 sierpnia 2012 spółka działała pod nazwą Kopalnia Węgla Brunatnego „Adamów” S.A.) w Turku powstała w latach 1959–1964. Położona w centralnej Polsce, w odległości 33 km od Konina, 133 km od Poznania i 208 km od Warszawy; ma dobre połączenia drogowe ze wszystkimi okolicznymi miastami, nie posiada natomiast połączenia z krajową siecią kolejową.
Kopalnia działa na obszarze ponad 2 tys. ha. Węgiel brunatny do 2 kwietnia 2012 r. był wydobywany z trzech odkrywek: „Adamów” (52°01′17″N 18°37′45″E/52,021389 18,629167), „Koźmin” (52°05′10,9″N 18°39′32,7″E/52,086361 18,659083) i „Władysławów” (52°07′16,4″N 18°29′45,0″E/52,121222 18,495833). Obecnie w byłej odkrywce „Władysławów” trwają prace wyrównujące wyrobisko, z którego powstanie zbiornik wodny. Kopalina zalega na głębokości od 30–55 metrów. Na trzech kopalnianych odkrywkach pracuje 12 maszyn podstawowych – 9 koparek i 3 zwałowarki oraz około 30 km przenośników taśmowych. Kopalnia wydobywa węgiel brunatny metodą odkrywkową, po uprzednim zdjęciu nadkładu wykorzystując układ K-T-Z (koparka–taśmociąg–zwałowarka). W ciągu roku przy pomocy rozbudowanego parku maszynowego wydobywa się i transportuje około 34 mln m³ nadkładu oraz około 5 mln ton kopaliny.
W pobliżu znajduje się Elektrownia Adamów, produkująca do 1 stycznia 2018 energię elektryczną w oparciu o węgiel wydobywany w KWB „Adamów”. Elektrownia Adamów tworzy z elektrowniami okręgu konińskiego Zespół Elektrowni Pątnów-Adamów-Konin, w skrócie PAK. Wielkość zasobów przemysłowych obecnie eksploatowanych złóż oraz posiadany park maszynowy pozwalają na pełne pokrycie zapotrzebowania Elektrowni Adamów na węgiel brunatny do 2022-2023 roku.
Przedsiębiorstwo, oprócz wydobycia węgla brunatnego, prowadzi sprzedaż węgla brunatnego, iłów, piasku oraz głazów narzutowych.
Zatrudnienie w PAK Kopalnia Węgla Brunatnego Adamów S.A. na dzień 28 sierpnia 2012 r. wynosiło 1600 osób.
Nazwa KWB Adamów oraz Elektrowni Adamów pochodzą od imienia polskiego górnika i geologa Adama Patli.
18 lipca 2012 ZE PAK S.A. przejął Kopalnię Węgla Brunatnego Adamów. Została ona włączona do Grupy Kapitałowej ZE PAK; jednocześnie zmieniono jej oficjalną nazwę na: PAK Kopalnia Węgla Brunatnego Adamów S.A.
W sierpniu 2020 Zarząd PAK KWB Adamów podjął uchwałę o likwidacji kopalni do końca 2020 roku. Teren pokopalniany ma zostać przeznaczony pod inwestycję w odnawialne źródła energii, m.in. w farmę fotowoltaiczną. 17 lutego 2021 wydobyto ostatnią tonę węgla z ostatniej działającej odkrywki „Adamów”.
W dniu 28 lutego 2023 roku  nastąpiło połączenie spółki PAK KWB Konin S.A. ze spółką PAK Kopalnia Węgla Brunatnego Adamów Spółka Akcyjna.

## Działalność ekologiczna
Szczególnym osiągnięciem kopalni są zbiorniki wodne powstałe w odkrywkach po zakończeniu eksploatacji i wyłączeniu systemu odwadniającego złoże. Pierwszym z nich był zbiornik Bogdałów – zbiornik o powierzchni około 10 ha i głębokości około 10 m. Został on zarybiony i jest powszechnie wykorzystywany przez wędkarzy i miłośników wypoczynku na łonie natury. Kolejną inwestycją był zbiornik Przykona, który powstał na zwałowisku odkrywki Adamów. Jest to sztuczne jezioro o powierzchni lustra wody 126 ha i głębokości 6,5 m..
7 stycznia 2010 r. powstało konsorcjum grupy Energa i Kopalni Adamów, zawiązane w celu budowy i eksploatacji elektrowni wiatrowych na terenie pokopalnianym odkrywki „Adamów” w gminie Przykona. Pierwsza z nich ma moc około 40 MW, a planowana moc docelowa elektrowni ma wynosić ok. 80 MW. Istnieje możliwość budowy dalszych farm wiatrowych na terenach pozostałych odkrywek kopalni Adamów.